# علی‌اصغر رزم‌فر
علی‌اصغر رزم‌فر والیبالیست اهل ایران است. وی سابقه بازی در تیم ملی دانشجویان ایران و باشگاه متین ورامین را در کارنامهٔ خود دارد.